# Dinosauriernas planet
Dinosauriernas planet (originaltitel: Planet Dinosaur), brittisk TV-serie från 2011. Serien producerades av och för BBC och sändes i Storbritannien i 6 delar under hösten 2011. Serien gjordes som en dokumentär som visar hur olika dinosaurier kan ha levt, baserat på de senaste årens paleontologisk forskning. 
Originalserien regisserades av Nigel Paterson. Till skillnad från BBCs tidigare serie Dinosauriernas tid från 1999, gjordes Dinosauriernas planet helt med datoranimationer från Jellyfish Pictures. Berättarröst gjordes av skådespelaren John Hurt.
Serien har även visats i 3 delar i Sverige på SVT2 (januari 2013) och Kunskapskanalen (november 2013), med svensk berättarröst av Thomas von Heijne.